# Равника: Город гильдий
Равника: Город гильдий (Ravnica: City of Guilds), или просто Равника — наборное расширение для коллекционной карточной игры Magic: The Gathering, является первым набором в блоке Равника. Релиз состоялся 7 октября 2005 года, пререлизные турниры прошли во всём мире 24 и 25 сентября того же года. Символ набора представляет собой силуэт города с выступающей башней.

## Сюжет
Следуя традициям блоков Магии, мир (англ. plane, почти то же самое, что и мир) Равники занял своё место в мультивселенной миров Magic: The Gathering. Этот мир ранее не появлялся в игровой истории. Равника является экуменополисом, то есть огромным городом, покрывающим поверхность всей планеты, и служит домом множеству различных рас. На протяжении десяти тысяч лет город был ареной борьбы десяти гильдий — политических организаций, — каждая из которых представлена одной парой из пяти цветов Магии. Десять тысячелетий назад, лидерами этих организаций был подписан Договор Гильдий (Guildpact), прекративший активную войну между гильдиями и начавший эру мира в Равнике (хотя борьба между гильдиями продолжилась, пусть и в другой форме). Но сейчас, в канун празднования юбилея — десяти тысяч лет единства, зловещие силы ставят под угрозу существование этого мира.

## Гильдии
Из десяти гильдий, управляющих Равникой, четыре намного более полно представлены в этом, первом наборе блока. Следующее расширение, Договор Гильдий, сфокусировано на других трёх гильдиях, а последний набор, Раскол, соответственно, включает в себя три оставшиеся. Каждая гильдия соответствует одной из десяти двухцветных комбинаций.
Многоцветные карты в Равнике (и многие другие карты) связаны с одной из четырёх гильдий, представленных в этом наборе. Каждая гильдия имеет следующие карты:
- Легендарного лидера, в стоимости которого есть мана обоих цветов гильдии и некоторое количество бесцветной маны.
- Легендарного чемпиона, способности которого поощряют игрока, контролирующего их, играть обоими цветами этой гильдии. В стоимость чемпиона есть по одной мане этих цветов.
  - Замечание: Эти определения лидера и чемпиона гильдии основываются только на игровой механике, но не на сюжете.
- Печать, артефакт обычной редкости, производящий ману цветов гильдии.
- Землю обычной редкости, называемую также «карушкой», которая приходит в игру повёрнутой и возвращает при входе землю в руку, но зато эта земля производит две маны цветов этой гильдии.
- Землю необычной редкости (представляет собой главное здание этой гильдии), производящую бесцветную ману, но имеющую специальную способность, соответствующую характеру гильдии.
- Редкую землю, называемую также «шоклендом», имеющую два подтипа базовых земель (естественно, соответствующих своей гильдии). По правилам, благодаря этим подтипам, она может производить ману любого из этих двух цветов. Однако эта земля входит повёрнутой, если игрок не заплатит две жизни.
- Редкий артефакт, принадлежащий гильдии, со способностями, для которых необходима мана соответствующих цветов.
- Три карты с гибридной мановой стоимостью (то есть стоимостью, для оплаты которой можно потратить ману любого из этих двух цветов), по одной на каждую степень редкости. Необычной всегда является маг гильдии (guildmage), который стоит две гибридные маны и представляет собой существо 2/2, имеющее две активируемые способности, каждая из которых ассоциирована с одним из этих двух цветов.
- Разнообразные одноцветные заклинания, усиливающиеся, если на их розыгрыш была потрачена мана другого цвета этой гильдии.

Четыре гильдии, представленные в Равнике:
- Легион Борос (The Boros Legion) (красно-белая). Военизированная гильдия, охраняющая порядок и мир в Равнике. Легион Борос включает в себя Лигу Войека (Wojek League) — полицейские силы Равники. Она управляется архангелом Разией. Чемпион гильдии Агрус Кос — начальник Полиции Войека и главный герой книг по Равнике.
- Рой Голгари (The Golgari Swarm) (зелёно-чёрная). Секта, придающая особое значение смерти как главному аспекту жизненного цикла, и которая поощряет смерть и эпидемии как средство к побуждению возрождения. Гильдия управляется тремя родными горгонами, зовущимися Сёстрами каменной смерти (Лидия, Лексия и Ладмилла), но c их правлением борется эльфийская шаманка Савра — чемпион гильдии.
- Конклав Селезнии (The Selesnya Conclave) (зелёно-белая). Нечто вроде монашеского ордена, члены которого рьяно преданы сохранению жизни в балансе. Конклав строго осуждает индивидуальность, считая что благо для всех всегда намного важнее, чем отдельное существование. Гильдия управляется Хором Конклава, группой древних дриад. Проповедник, зовущийся Толсимиром из Волчьего Рода — их чемпион, хотя он и отсутствует в книгах по Равнике.
- Дом Димир (House Dimir) (сине-чёрная). Мрачная теневая гильдия; немногие люди уверены что она по-прежнему существует. Другие девять гильдий знают, что она делает, и что их движение тайно, и пользуются услугами этой сети шпионов и убийц, чтобы раскрывать планы и шантажировать других. Лидер Дома — древний вампир-псионик Задек, а чемпион — загадочный Сирку, лоботомист Димиров (однако, Сирку не было в книге).

## Механики
- Гибридные карты («Мана гильдии»). Это первый раз в истории Магии, когда появился полностью новый символ маны. Каждый такой символ — круг, наискосок разделённый пополам, в верхней левой половине которого — половина одного цвета, а во второй — половина другого. Маленькая версия значка цвета (солнце для белого, череп для чёрного и т. д.) присутствует в каждой из этих половин. Такие мановые символы означают, что мана любого из этих цветов может быть использована для их оплаты. Например, заклинание, мановая стоимость которого — два зелёно-белых символа, может быть оплачено двумя зелёными манами, двумя белыми или одной зелёной и одной белой. Карты с таким символами имеют цвет рамки обоих цветов — слева направо один цвет переходит в другой. У таких карт, на фоне текстового поля, напечатана большая версия знака гильдии.

Такой знак указывает на принадлежность карты какой-то гильдии. К примеру, символ зелёно-белой Селезнии присутствует на зелёно-белых картах, на картах со способностью Созыв, землях, производящих белую и зелёную маны, и т. д. Символ гильдии не оказывает никакого воздействия на игру.
Каждая новая способность в блоке Равника связана с одной из гильдий и появляется только на картах этой гильдии.

Способности набора Равника: Город гильдий:
- Сияние (Radiance) (красно-белая). Слово Сияние используется на заклинаниях и способностях, которые оказывают эффект не только на целевое существо, но и на остальные существа такого же цвета. Когда применяется эффект многоцветных карт с Сиянием, эффект срабатывает на все цвета этой карты.
- Созыв (Convoke) (зелёно-белая). Игрок, разыгрывающий заклинание с Созывом, может повернуть любое количество своих существ для оплаты мановой стоимости этого заклинания. Каждое повёрнутое таким образом существо понижает стоимость заклинания на бесцветную ману или ману такого же цвета, что и повёрнутое существо. Селезния получает преимущество от Созыва, разыгрывая карты, которые создают фишки существ-Сапролингов.
- Перетягивание (Dredge) (чёрно-зелёная). Карта с Перетягиванием может быть возвращена из кладбища в руку владельца вместо взятия карты игроком и при условии того, что игрок положит определённое количество верхних карт библиотеки на кладбище.
- Трансмутация (Transmute) (сине-чёрная). За определённое количество маны, карта с Трансмутацией может быть скинута. Игрок, сделавший это, может найти в своей библиотеке карту с такой же конвертированной мановой стоимостью и положить её в руку.

Также некоторые заклинания в наборе имеют эффекты, усиливающиеся, если на их розыгрыш была потрачена мана второго цвета. Эта тема продолжается с существами в Договоре Гильдий.

## Реакция
Равника выиграла Origins Award 2005 года как «Лучшая коллекционная карточная игра или сет»